# Joakim Jensen
Joakim Jensen, född 28 mars 1974, är en svensk fotbollstränare och före detta fotbollsspelare som är huvudtränare i Ljungskile SK. Som tränare har han representerat IFK Uddevalla, IK Gauthiod och Ljungskile SK:s damlag. Som spelare representerade Jensen IK Oddevold, Qviding, Hammarby IF, Ljungskile SK och i Finland, FC Inter Åbo och HJK Helsingfors.
Jensens moderklubb är IFK Uddevalla. Han spelade främst som mittback. 
I augusti 2024 blev Jensen klar som huvudtränare i Ljungskile SK.